# 香雲寺 (福井市)
香雲寺（こううんじ）は、福井県福井市稲多新町にある真宗大谷派の寺院である。

## 歴史
天保10年（1839年）、開基香雲は大谷派本山に師依し、入門稲多道場を開く。「香雲寺」の寺号を附与される。
明治30年（1898年）、2世香順が堂宇を建立する。
昭和24年（1949年）、堂宇を再建する。
平成20年（2008年）、現在の堂宇を再建する。

## 本尊
- 阿弥陀如来